# Peter Thomassen Nielsen
Peter Thomassen Nielsen, P. Th. Nielsen, född 4 juli 1863 i Hårby vid Skanderborg, död 25 november 1916 i Köpenhamn, var en dansk politiker. 
Nielsen var från 1883 hemmansägare i sin födelsetrakt och blev 1908 hypoteksbankdirektör. Han var från 1898 till sin död medlem av folketinget, där han tillhörde Venstre och med tiden blev en av detta partis ledande män; från 1906 var han ledamot av finansutskottet och förde 1907–1913 dess talan vid behandlingen av flera budgetar. Under första världskriget var han en av de vältaligaste angriparna mot Ove Rodes restriktionsåtgärder på jordbruksområdet.